# Serényi von Kis-Serény

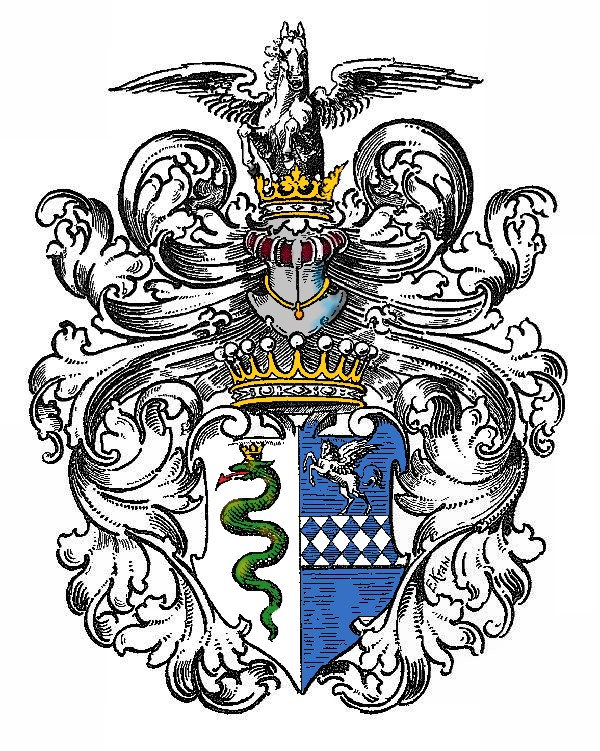
Wappen der Grafen Serényi von Kis-Serény

Serényi von Kis-Serény ist ein ungarisch-österreichisches Hochadelsgeschlecht.

## Geschichte
Die genaue Herkunft und Abstammung der Familie ist nicht ganz eindeutig. Ab dem 14. Jahrhundert kämpften Mitglieder der Familie für den ungarischen König. Im Laufe der Zeit stiegen sie zu bedeutenden Positionen bei Hofe auf. Nachdem die Habsburger die Herrscher von Ungarn wurden, traten Mitglieder in den kaiserlichen Dienst ein, wie Anton Amand Graf Serényi von Kis-Serény († 20. Februar 1738). Ab Anfang des 17. Jahrhunderts erwarb sich das Geschlecht mehrere große Güter in Mähren, unter anderem Vlachovice, Luhačovice, Bohuslavice nad Vláří, Lomnice u Tišnova und Křekov. Die Familie wurde am 7. April 1656 in den Grafenstand erhoben. Als eines von 64 gräflichen Geschlechtern hatte die Familie einen erblichen Sitz im Herrenhaus, dem Oberhaus des österreichischen Reichsrates.

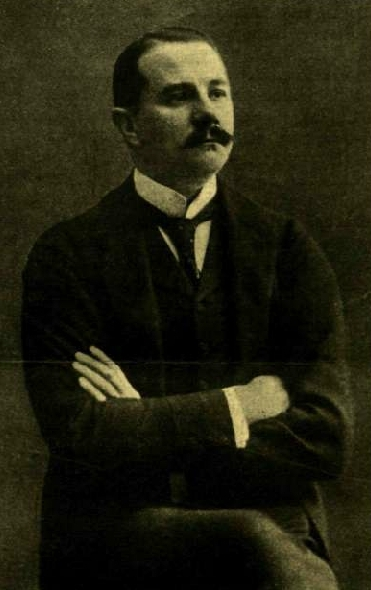
Graf Béla Serényi (1866–1919)

## Wappen
Blasonierung: Das Wappen von 1656 zeigt im gespaltenen Schild rechts in Silber plahlweise eine sich emporwindende einwärts-gekehrte, gold-gekrönte, grün-goldene Schlange, links in blau ein von Blau und Silber in drei Reihen geweckter Balken, oben begleitet von einem springenden gold-gekrönten silbernen Pegasus. Auf dem Helm mit blau-silbernen Decken der Pegasus wachsend.

## Angehörige

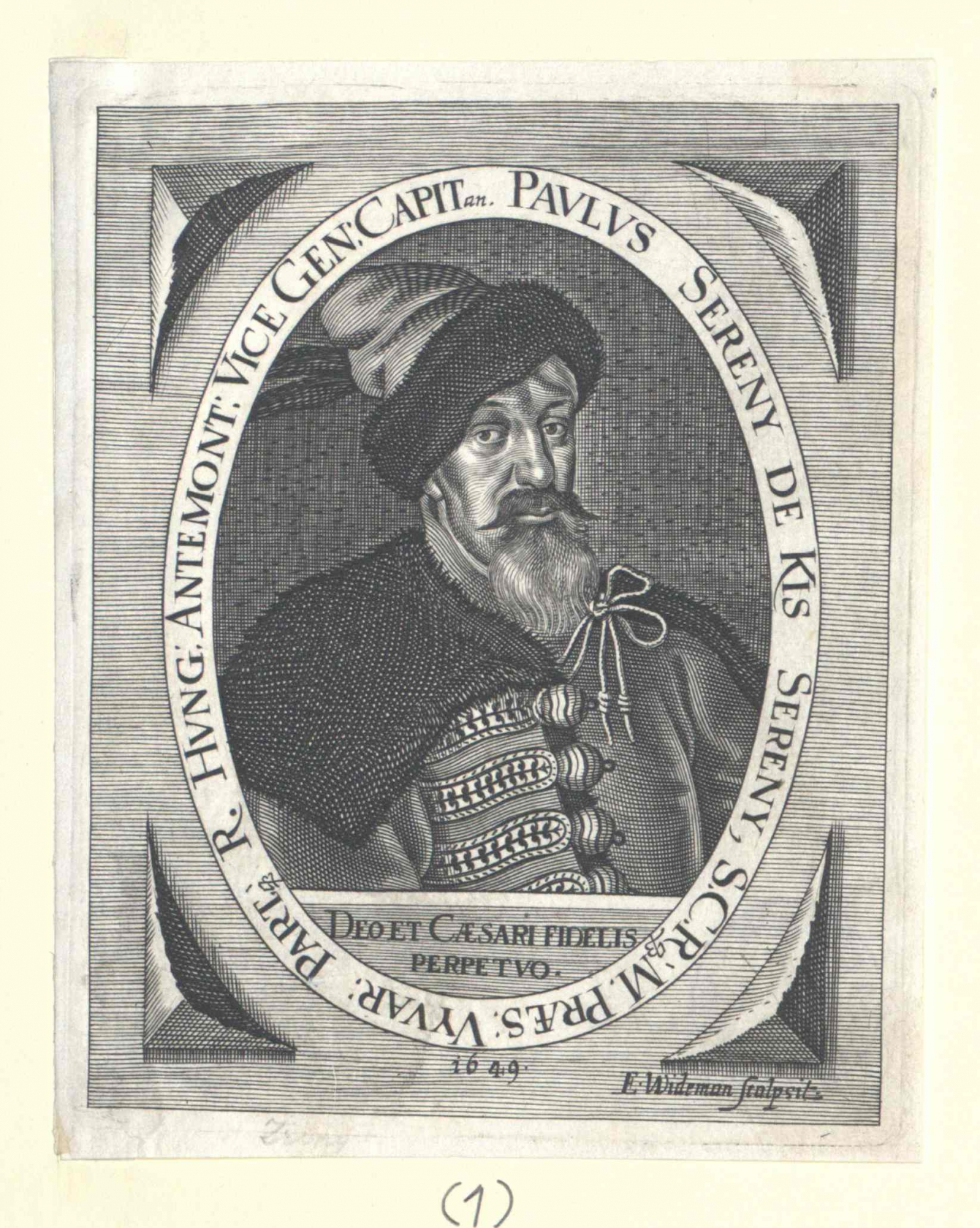
Paul Serényi (1596–1667)

- Alois Graf Serényi von Kis-Serény, (1812–1893), Politiker und Großgrundbesitzer[3]
- Béla Serényi (1866–1919), ungarischer Politiker und Minister
- Franz Joseph von Serényi (1664–1705), kaiserlich habsburgischer Feldmarschall-Lieutenant
- Gábor Serényi (1615–1664), Landeshauptmann von Mähren
- Gabriel Graf Serényi von Kis-Serény (1817–1868), Politiker, Beamter und Großgrundbesitzer[3]
- Johann Karl Serényi (1640–1691), kaiserlicher Feldmarschall und Hofkriegsrat
- Miklós Serényi (1898–1970), Politiker
- Otto Johann Graf Serényi von Kis-Serény (1855–1927), Politiker und Großgrundbesitzer[4]
- Paul Serényi (1596–1667), Vize-Kommandant der Festung Neuhäusel[5]